# Black Celebration Tour
Black Celebration Tour — дев'ятий тур британської групи Depeche Mode.

## Треклист
1. Christmas Island
2. Black Celebration
3. A Question of Time
4. Fly on the Windscreen
5. Shake the Disease
6. Leave in Silence
7. It's Called a Heart
8. Everything Counts
  - It Doesn't Matter Two
  - Somebody
9. A Question of Lust
10. Here Is the House
11. Blasphemous Rumours
12. New Dress
13. Stripped
14. Something to Do
15. Master and Servant
16. Photographic
17. People Are People
18. Boys Say Go!
19. Just Can't Get Enough
20. More Than a Party

## Конкерти
1. 29 березня 1986 — Оксфорд (Велика Британія)
2. 31 березня 1986 — Брайтон (Велика Британія)
3. 2 квітня 1986 — Дублін (Ірландія)
4. 4 квітня 1986 — Белфаст (Північна Ірландія)
5. 6 квітня 1986 — Глазго (Велика Британія)
6. 7 квітня 1986 — Вітлі Бей (Велика Британія)
7. 9 квітня 1986 — Бірмінгем  (Велика Британія)
8. 10 квітня 1986 — Бірмінгем  (Велика Британія)
9. 12 квітня 1986 — Манчестер  (Велика Британія)
10. 13 квітня 1986 — Бристоль  (Велика Британія)
11. 14 квітня 1986 — Борнмут  (Велика Британія)
12. 16 квітня 1986 — Лондон  (Велика Британія)
13. 17 квітня 1986 — Лондон  (Велика Британія)
14. 24 квітня 1986 — Осло  (Норвегія)
15. 25 квітня 1986 — Гетеборг  (Швеція)
16. 26 квітня 1986 — Стокгольм  (Швеція)
17. 28 квітня 1986 — Копенгаген  (Данія)
18. 29 квітня 1986 — Ганновер  (Німеччина)
19. 30 квітня 1986 — Аахен  (Німеччина)
20. 2 травня 1986 — Штутгарт  (Німеччина)
21. 3 травня 1986 —  Мюнхен  (Німеччина)
22. 4 травня 1986 —  Цюрих  ( Швейцарія)
23. 6 травня 1986 —  Париж ( Франція)
24. 7 травня 1986 — Париж (Франція)
25. 8 травня 1986 —  Ліон  (Франція)
26. 10 травня 1986 —  Брюссель  ( Бельгія )
27. 11 травня 1986 —  Дюссельдорф  (Німеччина)
28. 13 травня 1986 — Людвіґсгафен-на-Рейні (Німеччина)
29. 14 травня 1986 —  Саарбрюкен  (Німеччина)
30. 16 травня 1986 —  Гамбург  ( Німеччина )
31. 17 травня 1986 — Гамбург (Німеччина)
32. 18 травня 1986 —  Берлін  (Німеччина)
33. 20 травня 1986 —  Мюнстер  (Німеччина)
34. 21 травня 1986 —  Бремен  (Німеччина)
35. 22 травня 1986 —  Дортмунд  (ФРН)
36. 24 травня 1986 —  Роттердам  ( Нідерланди )
37. 25 травня 1986 — Рюссельсхайм (Німеччина)
38. 1 червня 1986 —  Бостон  ( США)
39. 3 червня 1986 —  Філадельфія  (США)
40. 4 червня 1986 — Філадельфія (США)
41. 6 червня 1986 —  Нью-Йорк  ( США)
42. 7 червня 1986 — Нью-Йорк (США)
43. 8 червня 1986 — Нью-Йорк (США)
44. 10 червня 1986 — Клівленд (США)
45. 12 червня 1986 — Рочестер (США)
46. 13 червня 1986 — Wantagh (США)
47. 14 червня 1986 — Колумбія (США)
48. 17 червня 1986 — Монреаль (Канада)
49. 18 червня 1986 — Торонто (Канада)
50. 20 червня 1986 — Торонто (Канада)
51. 21 червня 1986 — Кларкстон (США)
52. 22 червня 1986 — Чикаго (США)
53. 24 Червня 1986 — Санкт-Павло (США}
54. 26 червня 1986 — Форт (США)
55. 28 червня 1986 — Остін (США)
56. 29 червня 1986 — Г'юстон (США)
57. 1 липня 1986 — Денвер (США)
58. 3 липня 1986 — Солт-Лейк-Сіті (США)
59. 5 липня 1986 — Сан-Франциско (США)
60. 6 липня 1986 — Маунтин-В'ю (США)
61. 8 липня 1986 — Ванкувер (Канада)
62. 11 липня 1986 — Сан-Дієго (США)
63. 13 липня 1986 — Лос-Анджелес (США)
64. 14 липня 1986 — Laguna Hills (США)
65. 15 липня 1986 — Лагуна-Гіллз (США)
66. 21 липня 1986 — Осака (Японія)
67. 22 липня 1986 — Нагоя (Японія)
68. 23 липня 1986 — Токіо (Японія)
69. 4 серпня 1986 — Фрежус (Франція)
70. 5 серпня 1986 — П'єтра Лігуре (Італія)
71. 5 серпня 1986 — Ріміні (Італія)
72. 8 серпня 1986 — Нім (Франція)
73. 9 серпня 1986 — Ансі (Франція)
74. 11 серпня 1986 — Руаян (Франція)
75. 12 серпня 1986 — Байонна (Франція)
76. 16 серпня 1986 — Копенгаген (Данія)